# Arnaldo Woelkel
Arnaldo Woelkel (Weinfelden, 6 luglio 1892 – ...) è stato un calciatore svizzero, di ruolo centrocampista.

## Carriera
Cresciuto nel Milan, giocò con l'Inter nella stagione 1909, contro il Milan (2-3) e l'U.S. Milanese (0-2). Esordì ad appena sedici anni, risultando uno dei più giovani esordienti di sempre della storia del club nerazzurro.